# Brittonia
Brittonia (abreviado Brittonia) es una revista botánica trimestral revisada por expertos, que publica artículos sobre plantas, hongos, algas y líquenes. Comenzó su publicación desde 1931, lleva el nombre del botánico Nathaniel Lord Britton. Desde 2007, la revista ha sido publicada por Springer en nombre de New York Botanical Garden Press, el programa de publicaciones del Jardín botánico de Nueva York. El subtítulo actual es: "A Journal of Systematic Botany" ("Una revista de botánica sistemática"). Actualmente, la revista se publica trimestralmente, tanto en papel como en una versión en línea. El editor en jefe es Benjamin M. Torke.
La revista publica artículos de investigación que cubren todo el campo de la sistemática de la botánica, incluida la anatomía, la historia de la botánica, la quimiotaxonomía, la ecología, la morfología, la paleobotánica, la filogenia, la taxonomía y la fitogeografía. Cada número presenta artículos de miembros del personal del Jardín botánico de Nueva York y la comunidad botánica internacional. La revista también contiene opiniones sobre libros y anuncios.
Entre los científicos que han publicado en la revista se incluyen: Frank Almeda, Arne Anderberg, Fred Barrie, Dennis E. Breedlove, Brian Boom, Sherwin Carlquist, Armando Carlos Cervi, Alain Chautems, Thomas Bernard Croat, Arthur Cronquist, Thomas Franklin Daniel, Otto Degener, Laurence J. Dorr, Robert Dressler, Lynn Gillespie, Peter Goldblatt, Jean-Jacques de Granville, Walter Stephen Judd, Ellsworth Paine Killip, Robert Merrill King, Gwilym Lewis, Bassett Maguire, Lucinda A. McDade, John McNeill, Elmer Drew Merrill, Scott A. Mori, José L. Panero, Timothy C. Plowman, Ghillean Prance, Peter Raven, Harold E. Robinson, Laurence Skog, Erik Smets, Douglas E. Soltis, Pamela S. Soltis, Julian Alfred Steyermark, Fabio Augusto Vitta, Warren L. Wagner, Dieter Carl Wasshausen, Maximilian Weigend, Henk van der Werff y Scott Zona. 

## Lista de editores
- Benjamin M. Torke, 2016 al presente
- Lawrence M. Kelly, 2004–2015
- Jacquelyn A. Kallunki, 1991–1994
- Noel H. Holmgren, 1977–1990
- John T. Mickel, 1976–1977
- William Louis Culberson, 1975
- Paul A. Fryxell, 1972–1975
- John R. Reeder, 1967–1971
- Peter H. Raven, 1963–1964
- Rogers McVaugh, 1959–1963
- Harold William Rickett, 1957–1958
- varios comités editoriales, 1931–1956[4]